# Tahir Gjakova
Tahir Efendi Gjakova lub Tahir Efendi Boshnjaku (ur. 1770 w Llukare, zm. 1835 lub 1850 w Djakowicy) – osmański duchowny oraz poeta bektaszycki narodowości albańskiej. Nazywany był także Wielkim Efendim (alb. Efendi i Madh).

## Życiorys
Od końca XVIII wieku mieszkał w Djakowicy. Ukończył studia w Konstantynopolu, po czym wrócił do Djakowicy, gdzie został przydzielony do założonej w 1807 roku małej medresy.
W 1835 roku napisał utwór pod tytułem Emni Vehbije, będącym pierwszym albańskojęzycznym utworem z Kosowa zapisanym w alfabecie arabskim. W 1907 roku w Sofii wydano ten utwór w alfabecie łacińskim.
Był także autorem czterech innych dzieł: trzy zapisane w języku osmańskim, a jeden w arabskim.

## Życie prywatne
Jego rodzina pochodziła z Rožaje.